# Helios
Trong thần thoại Hy Lạp, Mặt Trời được nhân cách hóa thành Helios (tiếng Hy Lạp: Ἥλιος / ἥλιος). Homer gọi Helios là một Titan hay Hyperion.
Helios là con của hai Titan: Hyperion và Theia và là anh em trai của nữ thần Mặt Trăng Selene và nữ thần bình minh Eos.

## Truyền thuyết về thần Helios

### Công việc hằng ngày
Helios được miêu tả là một vị thần tuấn tú với vầng hào quang của tia nắng Mặt Trời trên đầu, cưỡi một chiếc xe ngựa đi trên bầu trời. Homer kể rằng nó được kéo bằng những con bò mặt trời; sau đó Pindar cho rằng nó được kéo bằng con ngựa có mào lửa. Sau đó, những con ngựa được đặt bằng những cái tên: Pyrois, Aeos, Aethon và Phlegon.

### Helios và cậu con traiPhaeton
Phaeton là con trai của Helios và Clineter, cậu còn có ba người chị gái nữa. Một hôm, có người bảo với cậu:
-Tôi không tin cậu là con của thần Helios. Nhất định là mẹ cậu nói đùa, vì cậu không có chứng cứ.
Phaeton khóc lóc kể với mẹ. Mẹ cậu liền chỉ đường đến gặp cha. Đến nơi, cậu được một tiên nữ dẫn đến. Cậu hỏi có đúng Helios là cha cậu không. Helios bỏ mũ nói:
-Nhất định ta là cha của con rồi, con hãy ước một điều để chứng minh. Helios này sẵn sàng lấy sông Styx ra bảo đảm.

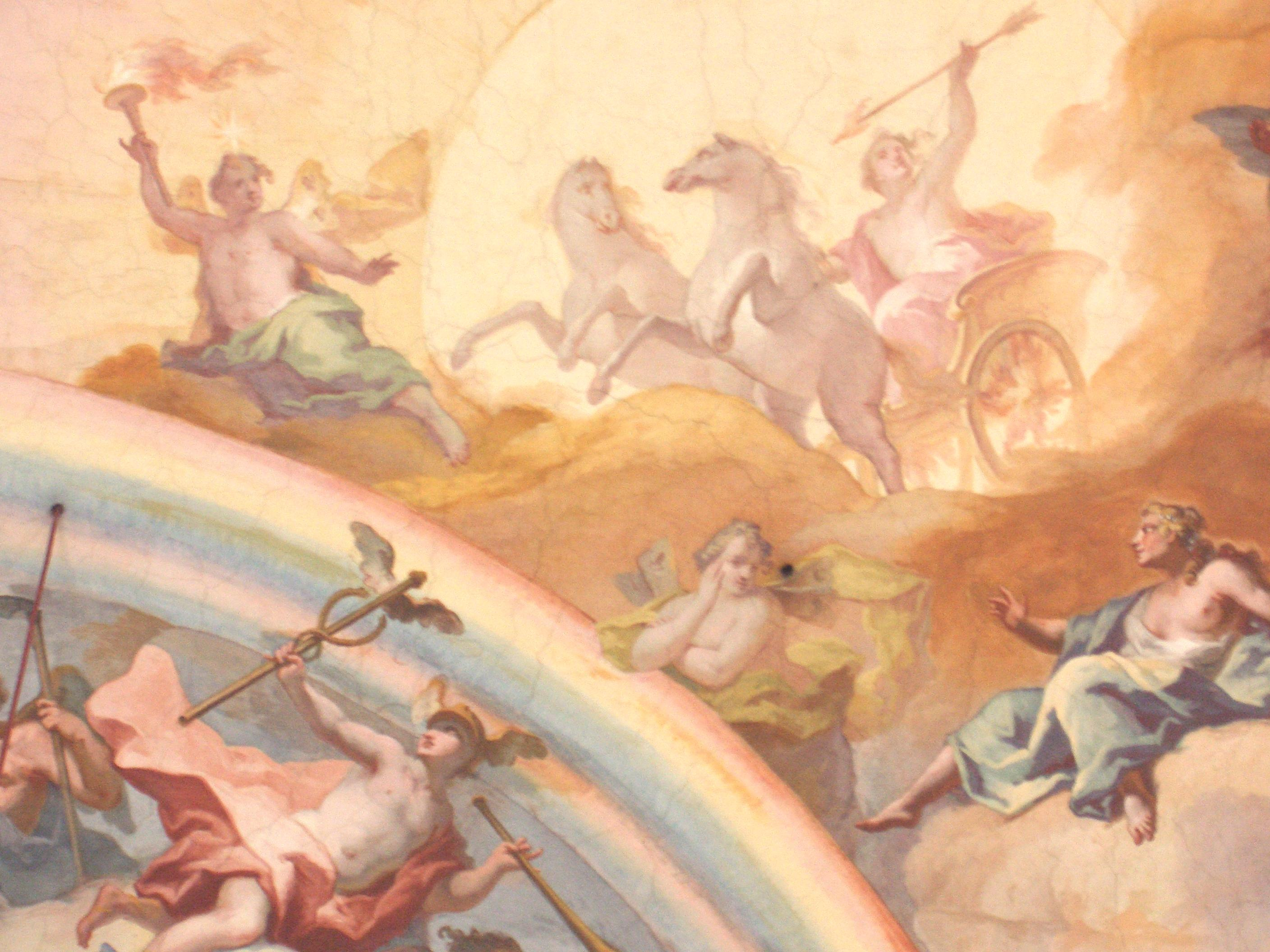
Xe ngựa của Helios

Nhưng ai ngờ Phaeton lại xin cưỡi cỗ xe mặt trời mà cha hay điều khiển. Helios can:
- Đó là điều ta phải nghiêm cấm. Con không đủ sức để cưỡi. Ngay cả thần Zeus tối cao cũng điều khiển lũ ngựa như đang thả rông chúng vậy.
Mặc cho Helios can ngăn, Phaeton vẫn cương quyết. Vì đã lấy sông Styx ra bảo đảm nên Helios không còn cách nào khác. Thấy không còn sức nặng của Helios như thường nhật, lũ ngựa bắt đầu chạy theo ý của chúng, lúc bay lên lúc bay xuống. Lũ ngựa bay xuống làm lửa biến làng mạc ở châu Phi thành hoang mạc, cư dân thành người da đen. Xứ biển của Poseidon và xứ địa ngục của Hades đều bị ảnh hưởng. Thần đất mẹ Gaia gào thét đòi thần Zeus phóng sét dập lửa. Các vị thần cũng lập tức phản ứng. Lập tức Zeus phóng sét dập lửa, sét đánh vào Phaeton, cậu ngã xuống biển và chết, ba cô con gái của thần Atlas nhặt được xác và an táng cậu bé.
Biết chuyện, Clineter hốt hoảng tìm xác con, khi biết cậu đã được an táng, bà chỉ biết ôm ngôi mộ, ba chị gái cũng đến. Họ khóc cho cái chết của em và biến thành cây bạch dương, nước mắt thì biến thành hổ phách.
Còn Helios, thần là người đau xót nhất, thần đóng chặt cửa, nằm, không ăn uống, không giao tiếp với ai. Để mặc cho ngọn lửa còn lại chiếu sáng đến lúc hoàng hôn. Đó là lần duy nhất thần không đi chiếu sáng.

## Sự thờ cúng thần Helios
Hiện chưa rõ.

## Kì quan của thế giới cổ đại về thần Helios

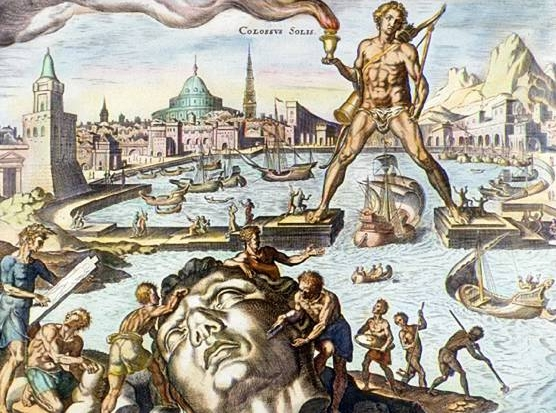
Tượng thần mặt trời Helios ở đảo Rhodes - một trong bảy kì quan của thế giới cổ đại

"Colossus of Rhodes" - tượng khổng lồ ở đảo Rhodes có kích cỡ khoảng 110 feet ≈ 33,5m (tương đương với một tòa nhà hiện đại cao 10 tầng), đã tồn tại cách đây 2000 năm. Năm 305 trước CN, những người thuộc phe Antigonids của Macedonia bao vây Rhodes tìm mọi cách phá vỡ liên minh Rhodes - Ai Cập. Nhưng họ đã không thể xâm nhập vào thành phố. Hiệp ước hòa bình đạt được vào năm 304 trước CN, những người phe Antigonids mở vòng vây rút lui và để lại nhiều trang thiết bị quân sự dồi dào của họ. Nhằm tổ chức kỷ niệm ăn mừng chiến thắng và thống nhất, người dân Rhodes đã bán vũ khí đó, dùng tiền dựng lên bức tượng khổng lồ hình vị thần mặt trời - Helios. Bức tượng khổng lồ đứng kiêu hãnh uy nghiêm ngay cửa ngõ vào cảng, sải chân dang rộng và tàu bè có thể đi lại bên dưới. Mỗi sáng sớm, mặt trời chiếu vào làm pho tượng đồng ánh lên rạng rỡ một biểu tượng tự do và thống nhất. 